# Biatlo nos Jogos Olímpicos
O biatlo é disputado nos Jogos Olímpicos de Inverno desde a edição de Squaw Valley 1960, com a prova masculina dos 20 km. Oito anos depois, em Grenoble 1968, estreou o revezamento 4x7,5 km, seguido pelos 10 km em velocidade nos Jogos de Lake Placid 1980. Em Albertville 1992 o biatlo feminino estreou, com as provas individuais de 15 km e 7,5 km em velocidade e o revezamento 3x7,5 km. A partir de Lillehammer 1994 o revezamento foi de 4x7,5 km. Desde Turim 2006 a prova é disputada no formato 4x6km.
Uma prova de perseguição (de 12,5 km para homens e 10 km para mulheres) começou a ser disputada em Salt Lake City 2002. Os 60 primeiros colocados da prova de velocidade se classificam para a prova de perseguição. O vencedor da prova de velocidade inicia a corrida, seguido dos outros biatletas, no mesmo intervalo de tempo com que terminou a prova de velocidade. Nos Jogos de Turim foi incluída uma prova de largada coletiva, em que os trinta melhores biatletas dos quatro eventos anteriores participam.
Desde Sóchi 2014 é disputada uma prova de revezamento misto, com dois homens e duas mulheres por equipe.
Antes de o biatlo ser disputado, houve competições de patrulha militar em quatro Jogos Olímpicos, entre 1924 e 1948. Medalhas foram concedidas em 1924, mas nas outras edições o evento foi apenas de demonstração.

## Eventos
• = evento oficial, d = esporte de demonstração
| Evento                              | 24 | 28 | 32 | 36 | 48 | 52 | 56 | 60 | 64 | 68 | 72 | 76 | 80 | 84 | 88 | 92 | 94 | 98 | 02 | 06 | 10 | 14 | 18 | 22 |
| ----------------------------------- | -- | -- | -- | -- | -- | -- | -- | -- | -- | -- | -- | -- | -- | -- | -- | -- | -- | -- | -- | -- | -- | -- | -- | -- |
| Patrulha militar                    | •  | d  |    | d  | d  |    |    |    |    |    |    |    |    |    |    |    |    |    |    |    |    |    |    |    |
| Individual masculino (20 km)        |    |    |    |    |    |    |    | •  | •  | •  | •  | •  | •  | •  | •  | •  | •  | •  | •  | •  | •  | •  | •  | •  |
| Revezamento masculino (4x7,5 km)    |    |    |    |    |    |    |    |    |    | •  | •  | •  | •  | •  | •  | •  | •  | •  | •  | •  | •  | •  | •  | •  |
| Velocidade masculina (10 km)        |    |    |    |    |    |    |    |    |    |    |    |    | •  | •  | •  | •  | •  | •  | •  | •  | •  | •  | •  | •  |
| Perseguição masculina (12,5 km)     |    |    |    |    |    |    |    |    |    |    |    |    |    |    |    |    |    |    | •  | •  | •  | •  | •  | •  |
| Largada coletiva masculina (15 km)  |    |    |    |    |    |    |    |    |    |    |    |    |    |    |    |    |    |    |    | •  | •  | •  | •  | •  |
| Individual feminino (15 km)         |    |    |    |    |    |    |    |    |    |    |    |    |    |    |    | •  | •  | •  | •  | •  | •  | •  | •  | •  |
| Revezamento feminino (3x7,5 km)     |    |    |    |    |    |    |    |    |    |    |    |    |    |    |    | •  |    |    |    |    |    |    |    |    |
| Revezamento feminino (4x7,5 km)     |    |    |    |    |    |    |    |    |    |    |    |    |    |    |    |    | •  | •  | •  |    |    |    |    |    |
| Revezamento feminino (4x6 km)       |    |    |    |    |    |    |    |    |    |    |    |    |    |    |    |    |    |    |    | •  | •  | •  | •  | •  |
| Velocidade feminina (7,5 km)        |    |    |    |    |    |    |    |    |    |    |    |    |    |    |    | •  | •  | •  | •  | •  | •  | •  | •  | •  |
| Perseguição feminina (10 km)        |    |    |    |    |    |    |    |    |    |    |    |    |    |    |    |    |    |    | •  | •  | •  | •  | •  | •  |
| Largada coletiva feminina (12,5 km) |    |    |    |    |    |    |    |    |    |    |    |    |    |    |    |    |    |    |    | •  | •  | •  | •  | •  |
| Revezamento misto (4x6 km/7,5 km)   |    |    |    |    |    |    |    |    |    |    |    |    |    |    |    |    |    |    |    |    |    | •  | •  | •  |

## Quadro geral de medalhas
| Ordem | País                   | Medalha de ouro | Medalha de prata | Medalha de bronze |    |
| ----- | ---------------------- | --------------- | ---------------- | ----------------- | -- |
| 1     | NOR Noruega            | 22              | 19               | 14                | 55 |
| 2     | GER Alemanha           | 20              | 21               | 13                | 54 |
| 3     | FRA França             | 12              | 9                | 11                | 32 |
| 4     | RUS Rússia             | 10              | 4                | 8                 | 22 |
| 5     | URS União Soviética    | 9               | 5                | 5                 | 19 |
| 6     | SWE Suécia             | 6               | 6                | 6                 | 18 |
| 7     | BLR Bielorrússia       | 4               | 4                | 3                 | 11 |
| 8     | GDR Alemanha Oriental  | 3               | 4                | 4                 | 11 |
| 9     | SVK Eslováquia         | 3               | 3                | 1                 | 7  |
| 10    | EUN Equipa Unificada   | 2               | 2                | 2                 | 6  |
| 11    | CAN Canadá             | 2               |                  | 1                 | 3  |
| 12    | FRG Alemanha Ocidental | 1               | 2                | 2                 | 5  |
|       | UKR Ucrânia            | 1               | 2                | 2                 | 5  |
| 14    | BUL Bulgária           | 1               |                  | 1                 | 2  |
| 15    | CZE Chéquia            |                 | 4                | 5                 | 9  |
| 16    | FIN Finlândia          |                 | 4                | 2                 | 6  |
| 17    | AUT Áustria            |                 | 3                | 3                 | 6  |
| 18    | ITA Itália             |                 | 1                | 7                 | 8  |
| 19    | ROC                    |                 | 1                | 3                 | 4  |
| 20    | SLO Eslovênia          |                 | 1                | 1                 | 2  |
| 21    | KAZ Cazaquistão        |                 | 1                |                   | 1  |
|       | POL Polônia            |                 | 1                |                   | 1  |
|       | SUI Suíça              |                 | 1                |                   | 1  |
| 24    | CRO Croácia            |                 |                  | 1                 | 1  |